# Embricho de Wurtzbourg
Embricho de Wurtzbourg (mort le 10 novembre 1146 à Aquilée) est évêque de Wurtzbourg de 1127 à sa mort.

## Biographie
Embricho, Embrico ou encore Emich vient d'une famille de grande noblesse dans le diocèse de Mayence. Souvent on croit qu'il appartient à la famille de Linange, ce qui est faux.
Grâce à son amitié avec Hugo Metellus (de), on pense qu'il étudie en Lorraine et à la Sorbonne. L'archevêque de Mayence Adalbert Ier de Sarrebruck l'introduit dans la chancellerie royale, puis le nomme prévôt de la cathédrale d'Erfurt. Sur la recommandation de l'archevêque et avec le soutien du roi Lothaire III, il est nommé en 1127 évêque de Wurtzbourg. Sa nomination met fin à cinq ans de schisme entre Rugger et Gebhard von Henneberg. À la mort de Rugger en 1125, Gebhard von Henneberg renonce à ses prétentions devant les refus de l'empereur et du pape.
Embricho est décrit comme un régent prudent dans les affaires politiques ainsi que religieuses. Il fonde de nombreuses abbayes, notamment les abbayes cisterciennes d'Ebrach et de Wechterswinkel (de), la schottenkloster de Wurtzbourg bénédictine, le monastère d'Oberzell pour les prémontrés. Il fait l'oraison funèbre de l'évêque Othon de Bamberg, mort en 1139. Il est considéré comme un fidèle de Lothaire III puis de Conrad III.
Dans la guerre entre les Hohenstaufen et les Welf, l'évêché de Wurtzbourg prend une position stratégique, entre la Saxe et la Bavière. Avec Conrad III, il se bat contre Henri X de Bavière sur la Werra. Il se rend aussi dans la Saxe et dans la Souabe pour se battre contre Welf VI, faisant le siège du château de Weibertreu (de).
La sœur d'Embricho est Berthe de Sulzbach. À l'occasion de son mariage avec l'empereur byzantin Manuel Ier Comnène, Embricho est présent comme envoyé diplomatique de l'empereur romain germanique Conrad III. Sur le chemin du retour, il meurt à Aquilée, où il est enterré. Sa tombe a disparu.

## Source, notes et références
- (de) Cet article est partiellement ou en totalité issu de l’article de Wikipédia en allemand intitulé « Embricho von Würzburg » (voir la liste des auteurs).
- (de) Franz Xaver von Wegele, « Embricho », dans Allgemeine Deutsche Biographie (ADB), vol. 6, Leipzig, Duncker & Humblot, 1877, p. 79-80
- (de) Alfred Wendehorst, « Embricho », dans Neue Deutsche Biographie (NDB), vol. 4, Berlin, Duncker & Humblot, 1959, p. 474 (original numérisé).